# Miss World 1962
| Data:                | 8 listopada 1962                     |
| Kraj:                | Wielka Brytania                      |
| Miasto:              | Londyn                               |
| Gala finałowa:       | Lyceum Theatre                       |
| Liczba uczestniczek: | 33                                   |
| Zwyciężczyni:        | Catharina Johanna Lodders, Holandia  |
| Poprzedniczka:       | Rosemarie Frankland, Wielka Brytania |
| Następczyni:         | Carole Joan Crawford, Jamajka        |
| -------------------- | ------------------------------------ |

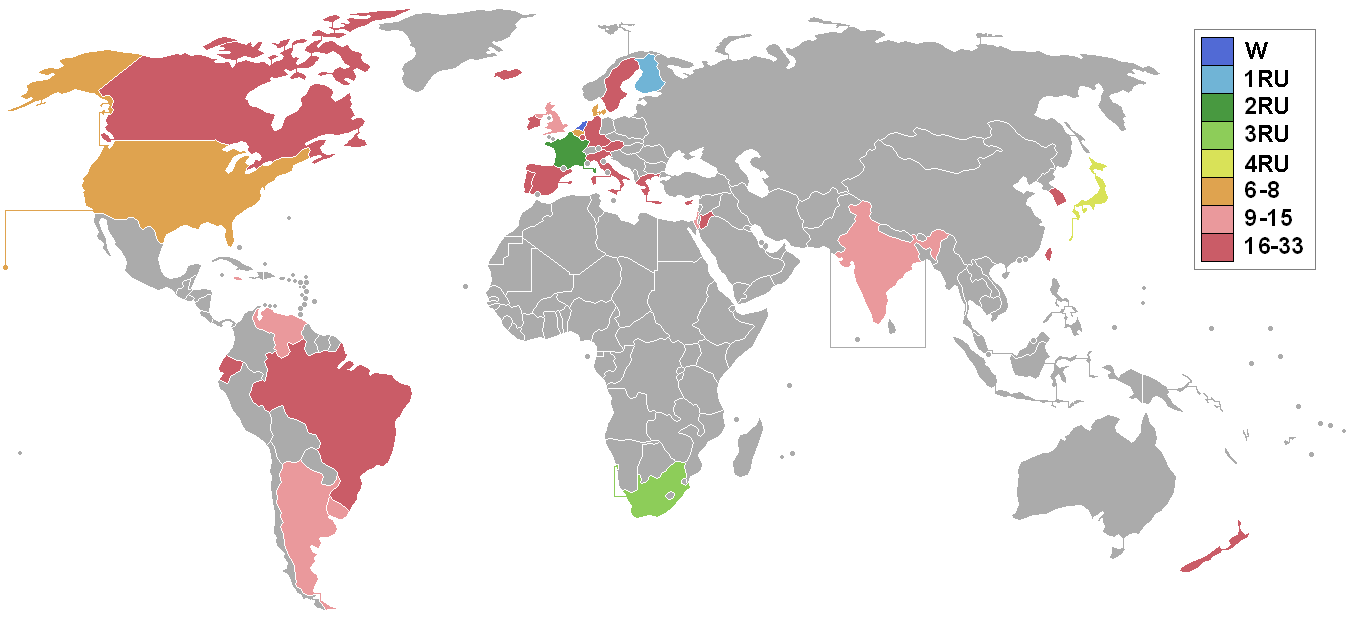
Kraje i terytoria, które wysłały delegacje oraz zajęte miejsce

Miss World 1962 – 12. edycja konkursu Miss World odbyła się w Lyceum Theatre w Londynie. W konkursie wzięły udział 33 państwa. Galę finałową poprowadził Michael Aspel. Konkurs wygrała, jako druga Holenderka, Catharina Lodders.

## Wyniki
| Wyniki finału   | Uczestniczka/Uczestniczki |
| --------------- | --- |
| Miss World 1962 | - Holandia – Catharina Johanna Lodders |
| 1. wicemiss     | - Finlandia – Kaarina Marita Leskinen |
| 2. wicemiss     | - Francja – Monique Lemaire |
| 3. wicemiss     | - Południowa Afryka – Yvonne Maryann Ficker |
| 4. wicemiss     | - Japonia – Teruko Ikeda |
| Finalistki      | - Belgia – Christine Delit - Dania – Rikke Stisager - Stany Zjednoczone – Amadee Chabot |
| Półfinalistki   | - Argentyna – Maria Amalia Ramírez - Indie – Ferial Karim - Izrael – Ilana Porat - Jamajka – Chriss Leon - Urugwaj – Maria Noel Genouese - Wenezuela - Betzabeth Franco Blanco - Wielka Brytania – Jackie White |

## Uczestniczki
- Argentyna – Maria Amalia Ramirez
- Austria – Inge Jaklin
- Belgia – Christine Delit
- Brazylia – Vera Lúzia Saba
- Cypr – Magda Michailides
- Dania – Rikki Stisager
- Ekwador – Elaine Ortega Hougen
- Finlandia – Kaarina Marita Leskinen
- Francja – Monique Lemaire
- Grecja – Glasmine Moraitou
- Hiszpania – Conchita Roig Urpi
- Holandia – Catharina Johanna Lodders
- Indie – Ferial Karim
- Irlandia – Muriel O'Hanlon
- Islandia – Rannvelg Olafsdóttir
- Izrael – Ilana Porat
- Jamajka – Chriss Leon
- Japonia – Teruko Ikeda
- Jordania – Leila Emile Khadder
- Kanada – Marlene Leeson
- Korea Południowa – Chung Tae-ja
- Luksemburg – Brita Gerson
- RFN – Anita Steffen
- Nowa Zelandia – Maureen Te Rangi Rere I Waho Kingi
- Portugalia – Palmira Ferreira
- Tajwan – Roxsana L.S. Chiang
- Południowa Afryka - Yvonne Maryann Ficker
- Stany Zjednoczone – Amadee Chabot
- Szwecja – Daga Margaretha Malin
- Urugwaj – Maria Noel Genouese
- Wenezuela – Betzabeth Franco Blanco
- Wielka Brytania – Jackie White
- Włochy – Raffaella da Carolis

## Notatki dot. państw uczestniczących

### Powracające państwa i terytoria
Ostatnio uczestniczące w 1959:
- Jamajka
- Portugalia

Ostatnio uczestniczące w 1960:
- Jordania
- Kanada

### Państwa i terytoria rezygnujące
- Boliwia – Rosemarie Lederer Aguilera (nie przyjechała na konkurs)
- Cejlon
- Liban
- Madagaskar
- Nikaragua
- Federacja Rodezji i Niasy
- Surinam
- Turcja – uczestniczka nie pojawiła się na konkursie, zamiast tego wzięła ślub

### Państwa nieuczestniczące
- Dominikana – Carolina Nouel (zrezygnowała dzień przed finałem)
- Paragwaj – Maria Isabel Maas Uhl (nie przyjechała na konkurs)